# レイン (化合物)
レイン（Rhein）は、アントラキノン類に分類される有機化合物の1種である。

レインの極限構造式。天然には、しばしば構造中の水酸基のうちの1つにグルコースなどが脱水縮合した、配糖体の形で見出される。

（参考）アントラキノンの極限構造式。

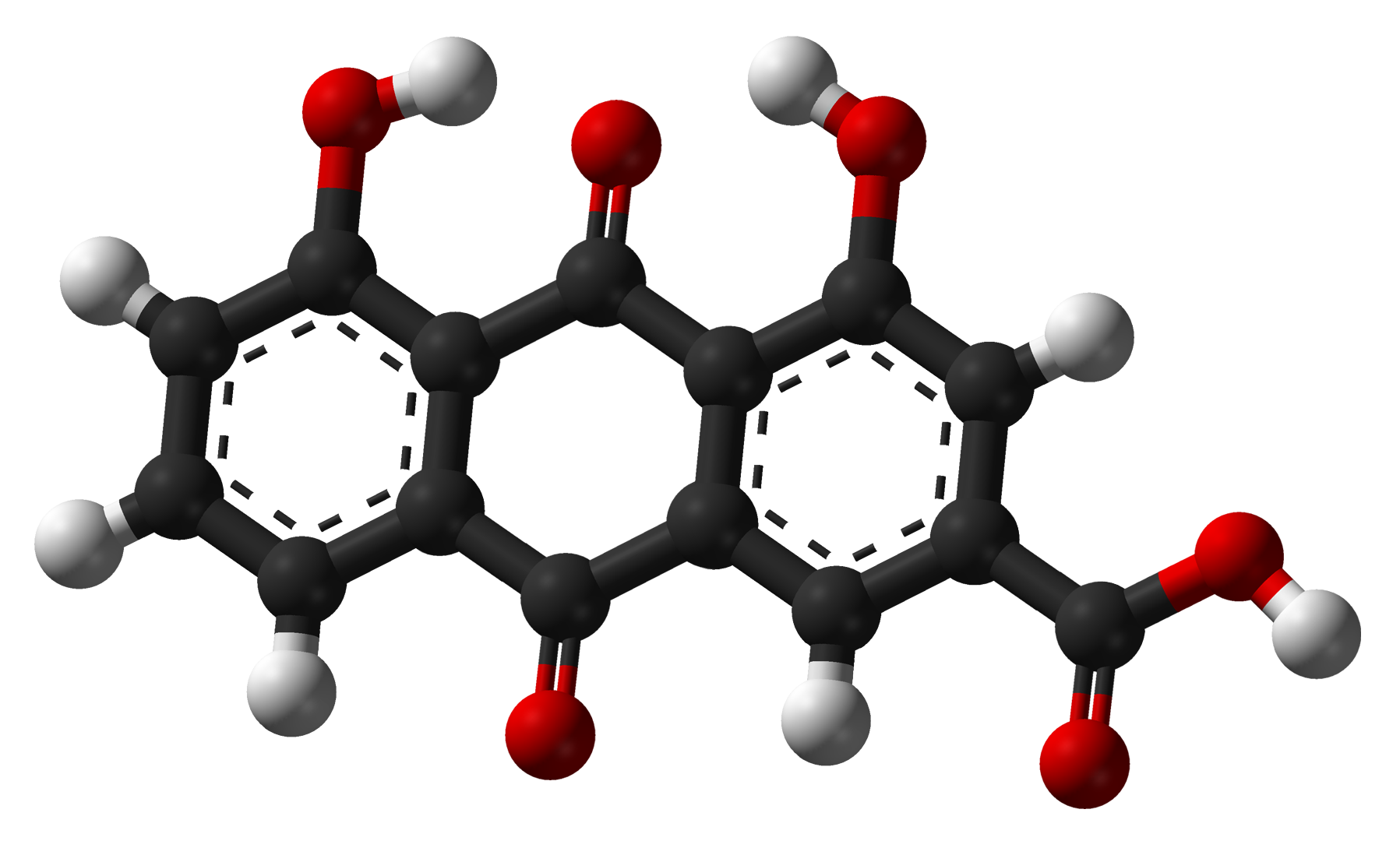
レインの分子模型。黒が炭素、白が水素、赤が酸素を表す。

この化合物が下剤としての作用を示すことは古くから知られていた。この他、2008年になって黄色ブドウ球菌に対して抗菌作用も持っていたことが明らかとなった。

## 所在
レインは、例えばRheum undulatum

、Rheum palmatum

のようなダイオウ属の植物に含まれていることが知られている。また、Senna reticulata

のようなセンナ属の植物にも見い出されている。ただし、しばしば、例えば8位の水酸基にグルコースが脱水縮合したレイン-8-グルコシドのような配糖体の状態で含有されている

。
これらの植物には、レインを始めとする腸を刺激して下剤として作用する成分が含まれていることから、下剤として利用される場合もある。なお、レインが始めて単離されたのは、1895年のことであったとされている

。

## 抗菌作用
2008年になって、レインが黄色ブドウ球菌に対して、抗菌薬として作用することが見い出された

。
さらに、レインの黄色ブドウ球菌に対する抗菌作用は、ペニシリン系の抗菌薬であるオキサシリンやアンピシリンと併用することで相乗効果を示すと言う

。
このことは、レインの抗菌薬としての作用点がオキサシリンやアンピシリンとは異なっている可能性を示唆する

。

## 薬物動態
ヒトにおいて、レインの薬物動態はあまり調べられてこなかった。ただ、健康な男性のボランティアを用いた調査によると、レインを経口投与した方が、浣腸によって投与するよりも体内によく吸収されるようだとの結果が出たと言う

。

## 安全性
高齢の慢性鬱血性心疾患の患者に対して、1日に2回、レイン50 mgを経口投与しても、安全であったとの報告が存在する

。